# Paul Stewart (coureur)

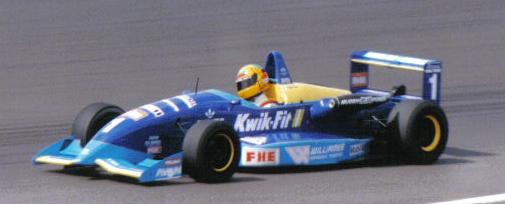
Ralph Firman reed voor Paul Stewart Racing in Silverstone in de Britse Formule 3 in 1995

Paul Stewart (Dumbarton, Scotland, 29 oktober 1965) is een voormalig autocoureur en zoon van drievoudig wereldkampioen Formule 1 Jackie Stewart.
Stewart reed in 1988 mee in de Formule Ford 2000, in 1989 en 1990 in de Britse Formule 3 en van 1991 tot 1993 in de Formule 3000, telkens met zijn eigen team Paul Stewart Racing.
Hij was teamgenoot van Marco Apicella in 1991, David Coulthard in 1992 en Gil de Ferran in 1993. De Ferran was de eerste die een race won voor het team in 1993.
Daarna gaf Stewart zijn carrière als coureur op om zich volledig te richten op zijn rol als teammanager.
Het team won acht kampioenschappen in de F3 (1992, 1993, 1994, 1996, 1997, 1998, 1999 en 2000).
In 1996 vormde hij, samen met vader Jackie, Stewart Grand Prix, dat deelnam aan de Formule 1 van 1997 tot 1999. Op het einde van 1999, kocht Ford het team en werd het omgedoopt tot Jaguar Racing. In 2004 verkocht Ford het team aan Red Bull en werd het Red Bull Racing.